# Razbojnikova nevesta

## Jože Tomažič
Tomažič se je izšolal za lesnega tehnika in bil zaposlen v Pivki. Po operaciji hrbtenjače 1992 je postal paraplegik. Leta 1994 se je upokojil in se pričel ukvarjati s slikanjem. Slike ustvarja tako z barvami, ali pa svoja dela izredno spretno oblikuje iz obarvanih nitk, ki jih sestavlja v figure ali pa v abstraktne podobe. Filografija (filo-sukanec) mu dopušča mnogo izrazne možnosti in svobodo, ki je vsakemu umetniku najbolj pomembna. Z nitnimi poslikavami Tomažič spravlja v zadrego likovne kritike. Eni njegova dela uvrščajo v umetnost, drugi pa med likovno spretnost, vsi mu pa priznavajo, da ima kot nešolan umetnik izredno dober občutek za barve in je inovativen ter spreten oblikovalec.
Prvo samostojno razstavo je imel leta 1996 v Pivki.

## GLEJ TUDI
Arhivirano 2015-10-28 na Wayback Machine.

## Razbojnikova nevesta
Obnova pravljice:
Nekoč sta živela grof in grofica, ki sta imela prelepo hčer. Nekega dne je prišel na grad snubit kraljično mlad vitez. Kralju je bil všeč, zato mu jo je obljubil, vendar pa jo je moral pred poroko povabiti na svoj grad, da bi bodoča nevesta vedela kje bo živela. Vitez je tako povabil nevesto ona pa je privolila, da pride. Ker je bila kraljična radovedna, je že kar takoj odšla za njim, ne da bi on to vedel. Ko je zagledala grad, se je skrila in počakala do noči, potem pa po tihem stopila v grad. Po stopnicah je prišla do pozlačenih vrat, v zlato dvorano, potem do srebrnih vrat, ki so vodila v srebrno dvorano, potem pa je v steni zagledala še težka hrastova vrata, ki pa so vodila v krvavo rdečo dvorano. Do slej je bila kraljična povsem navdušena, ta dvorana pa ji ni bila všeč. Na stenah je viselo različno orožje, na tleh pa je bil hrastov čok in na njem zasajena sekira. Tedaj je zaslišala vpitje in se je skrila pod posteljo. Spoznala je,da je na razbojnikovem gradu. Skrita pod posteljo je opazovala, kako sta razbojnika privlekla v sobo bogato žensko, z namenom, da ji odsekata prst, ker je imela na njem lep, zlat prstan. To sta tudi storila, prst s prstanom pa je odletel kraljični pod posteljo. Ta ga je seveda vzela. Razbojnika sta se odločila malo počiti na postelji, prstan pa sta nameravala poiskati pozneje. Kraljična je medtem, ko sta spala zbežala iz gradu, in šla domov, kjer je vso zgodbo povedala očetu. Oče se je odločil, da bo s svojimi vojaki zlepa zajel vse razbojnike in jih kaznoval. Čez teden dni je vitez spet prišel na grad. Vprašal je kraljično zakaj je ni bilo na obisk, ona mu je pa mirno odgovorila, da ni imela časa. Potem so se dogovorili, da bodo imeli gostijo na nevestinem gradu. Tako je čez nekaj dni vitez prišel na grad z vsemi svojimi razbojniki n čakal v veliki dvorani svojo nevesto. Ta je prišla in s sabo prinesla prstan, ki ga je vzela s seboj iz njegovega gradu. Vitez – razbojnik je prebledel in ko je na kar koli pomislil so jih kraljevi vojaki že prijeli in zaprli v ječo. Kralj jih je nato obsodil na smrt, kraljični pa je v dar izročil razbojniški grad. Kraljična se je spomnila na bogato žensko, ki so ji odsekali prst in jo rešila. Ugotovili so, da je to hčer kralja. Tako je kralj našel svojo izgubljeno hči, kraljeviča pa je poročil z grofično, razbojnikovo nevesto in vsi so živeli srečno do konca svojih dni, saj ni bilo nikjer več nobenega razbojnika.
Osebe :
Grof, grofica, hčerka (grofična), vitez (razbojnik), dva razbojnika, izgubljena hčer, kraljevi vojaki oz. nevestini svatje
Opis glavno osebe grofične:
Grofična je radovedno dekle, ki se ne poda v iskušnjo ne da bi prej preverila kaj jo čaka. Njena radovednost ji pomaga skozi življenje. Je pogumna, pametna, iznajdljiva, bistra in lepa. 
Dogajalni kraj:
Na dvoru kralja, na razbojnikovem gradu, v krvavo rdeči dvorani, svatba na kraljevemu gradu v lepi dvorani
Dogajalni čas: nekoč
Interpretacija:

Pravljica Razbojnikova hči, je namenjena otrokom. Govori o razbojnikih, o kraljevi družini in ima veliko simbolov, ki so značilne za pravljice. V pravljici lahko razberemo število tri (tri dvorane, vitez je trikrat prišel na grad), konec je pričakovan, tudi začetek je značilen za pravljice. Pravljica ima tudi poučne prvine. Grofičino dejanje, ko je šla iz radovednosti za vitezom pogledati nov dom lahko dojamemo, kot da je radovednost lahko zelo koristna. Če kraljična ne bi šla za vitezom, ne bi izvedela kakšen naj bi bil njen novi dom, in tako bi lahko podlegla vitezovim naklepanjem. Otroci lahko dojamejo pravljico kot poučno, saj je bil vitez na koncu kaznovan s smrtjo, ker je počenjal grde stvari. Iz tega se lahko naučijo, da ne smejo početi slabih dejanj, ker bodo za njih kaznovani.
Pravljica je ljudskega izvora, zbirko pravljic pa je zapisal Jože Tomažič.